# Return of the Fly
Return of the Fly és una pel·lícula de terror i ciència-ficció de 1959, dirigida per Edward Bernds. És la segona part de la cinta The Fly (1958), sent ambientada quinze anys després dels esdeveniments d'aquella pel·lícula. És protagonitzada per Vincent Price, Brett Halsey i David Frankham.

## Trama
Durant el funeral de Helene, vídua del científic Andre Delambre, un periodista s'acosta al fill i al cunyat de la dona fent preguntes sobre les estranyes circumstàncies en què havia mort Andre anys enrere. Encara que el periodista és expulsat per un inspector anomenat Beecham, Philippe li prega al seu oncle que li digui la veritat sobre la mort del seu pare. Francois decideix explicar-li la veritat, per a això el porta a l'antic laboratori de Andre, el que havia estat tancat després de la seva mort. Allí li explica que el seu pare va estar experimentant amb la transmissió de la matèria i va sofrir un greu accident que el va acabar fusionant amb una mosca.
Després d'escoltar la història, Philippe l'informa el seu oncle que ha decidit continuar amb el treball del seu pare, per a això reconstruirà el seu laboratori. Francois s'oposa al pla del seu nebot ja que tem que sofreixi algun accident com Andre, però Philippe insisteix en la seva tasca. Per poder continuar amb el treball del seu pare Philippe compta amb l'ajuda del seu amic Alan Hinds, qui viatja al costat d'ell a l'antiga mansió dels seus pares. A la casa viu un majordoma, madame Bonnard, al costat de la seva filla Cecile.
Encara que és conegut com a Alan Hinds, el veritable nom de l'ajudant de Philippe és Ronald Holmes, un delinqüent britànic que és buscat per la policia. En descobrir els plans de Philippe decideix robar els plans de l'experiment i vendre'ls al millor postor. Ronald manté la seva veritable identitat en secret i continua treballant al costat de Philippe, fins que aconsegueixin afinar els detalls de la màquina. Una nit, mentre fotografiava els plans de l'experiment, Ronald és sorprès per un detectiu, qui havia descobert la seva veritable identitat. Ronald l'ataca i desintegra al detectiu utilitzant la màquina. En reintegrar-lo descobreix que el detectiu va ser fusionat amb un conillet d'Índies que havia estat desintegrat amb anterioritat, per la qual cosa es desfà del cos en un riu.
Philippe descobreix que Ronald ha estat mentint i l'encara. Després d'un enfrontament Philippe queda inconscient i Ronald el desintegra en la màquina al costat d'una mosca. Francois arriba a la casa quan Ronald intenta escapar pels plans, sent ferit de bala pel lladre. Malgrat la ferida Francois va al laboratori i reintegra Philippe, que s'ha fusionat amb l'insecte. El resultat és una criatura amb cos d'humà però amb el cap i braç d'una mosca. La criatura aconsegueix escapar de la casa i va a la recerca de Ronald.
La criatura troba i assassina al còmplice de Ronald, qui treballava en una funerària. Mentrestant, l'inspector Beecham examina el laboratori de Philippe i atrapa a la segona criatura resultant de la fusió: una mosca amb el cap del científic. El pla de Francois és tornar a utilitzar la màquina perquè tant Philippe com la mosca tornin al seu estat normal. Després de matar a Ronald, la criatura amb cos d'humà i cap de mosca torna a la mansió. Totes dues criatures són teletransportadas en la màquina, la qual cosa provoca que el científic torni a la normalitat.

## Repartiment
- Vincent Price com Francois Delambre.
- Brett Halsey com Philippe Delambre.
- David Frankham com Alan Hinds / Ronald Holmes.
- John Sutton com a Inspector Beecham.
- Dan Seymour com Max Barthold.
- Danielle De Metz com Cecile Bonnard.
- Jack Daly com Granville.
- Janine Grandel com a Madame Bonnard.
- Michael Mark com Gaston.
- Richard Flato com a Sergent Dubois.
- Barry Bernard com a Tinent MacLish.
- Pat O'Hara com a Inspector Evans.

## Producció
Kurt Neumann, que va dirigir The Fly, va morir el 1958 per la qual cosa Robert L. Lippert, que va finançar l'original, va haver de buscar un nou director. Va contractar el director Edward Bernds i el productor Bernard Glasser, que havien fet Space Master X-7 per a Lippert. El pressupost era superior als 125.000 dòlars normals per a les produccions de Lippert.
Diu que el pressupost era de 275.000 dòlars, dels quals 25.000 van ser destinats a la quota de Vincent Price.
Bernds diu que el seu esborrany original de la pel·lícula incorporava imatges de la primera pel·lícula Fly, però no se'ls va permetre utilitzar-les. També va dir que Vincent Price va insistir a llegir el guió abans de signar la pel·lícula. Un cop ho va fer, es va oposar quan Bernds va reduir algunes de les seves escenes per la seva durada.
El rodatge va començar el 2 de febrer de 1959.
Durant una escena de diàlegs en particular, l'actor David Frankham maneja de manera força visible un bastó, que s'assembla molt al bastó de cap de llop que s'utilitza a la pel·lícula d'Universal, The Wolf Man (1941).
El guió de la pel·lícula va ser escrit específicament per utilitzar els decorats dempeus de The Fly (1958), al solar de Fox a Westwood. La pel·lícula es va acabar el març de 1959 i es va estrenar com a doble sessió amb The Alligator People, el juliol de 1959.